# Salix pycnostachya
Salix pycnostachya är en videväxtart som beskrevs av Anderss.. Salix pycnostachya ingår i släktet viden, och familjen videväxter. Utöver nominatformen finns också underarten S. p. oxycarpa.